# Szolnoker Malerschule

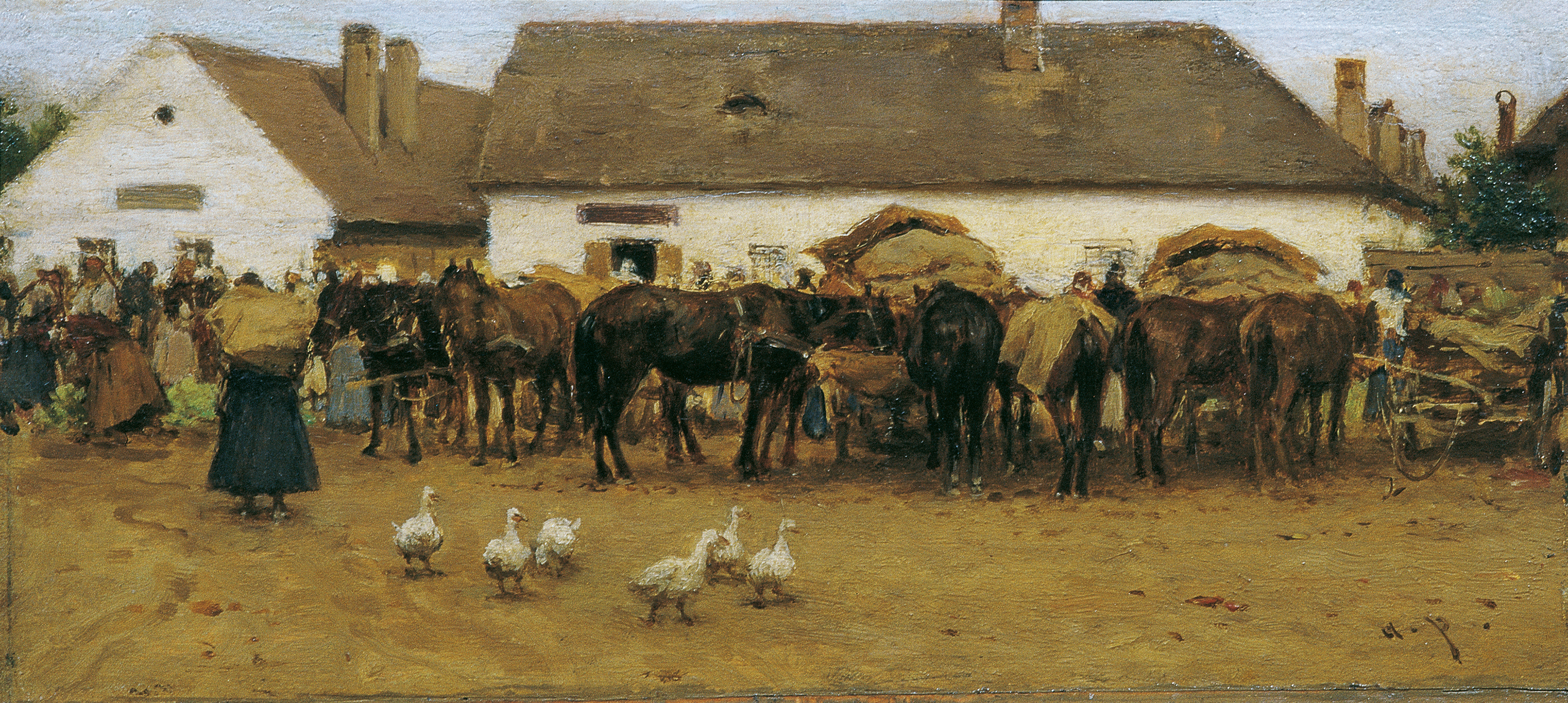
August von Pettenkofen: Markt in Szolnok, zwischen 1870 und 1880. Kunsthistorisches Museum Wien

Die Szolnoker Malerschule (ungarisch Szolnoki művésztelep) war eine österreichisch-ungarische Künstlerkolonie ab der zweiten Hälfte des 19. Jahrhunderts in der ungarischen Stadt Szolnok (deutsch Sollnock).
Um 1850 begründete der Wiener Maler August von Pettenkofen (1822–1889) die Szolnoker Malerschule, eine Malerkolonie. Dank der dortigen besonderen Lichtverhältnisse wurden interessante Landschaften geschaffen, die die österreichische Landschaftsmalerei nachhaltig beeinflussten. Die Werke zählen zur biedermeierlichen Genremalerei, später auch zum Wiener Stimmungsimpressionismus.

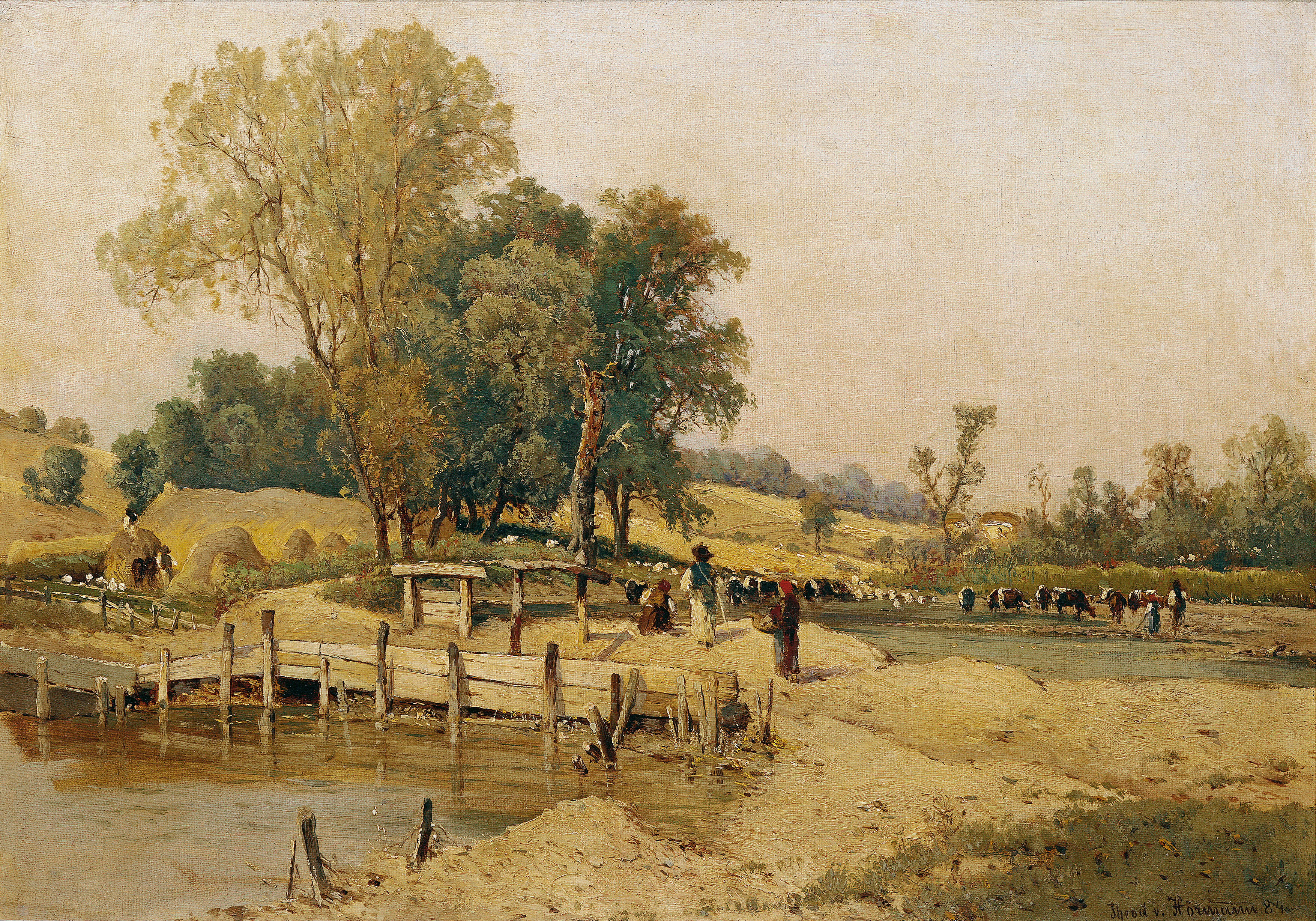
Theodor von Hörmann: Ungarische Landschaft mit Viehtränke, 1884. Österreichische Galerie Belvedere

Besonders typisch sind Darstellungen von ungarischen bäuerlichen Szenen, z. B. von Märkten, Bauernhöfen und Fuhrwerken.
Zu den Hauptvertretern der Szolnoker Malerschule gehören neben dem Gründer August von Pettenkofen auch 
- der „Pusztamaler“ Johann Gualbert Raffalt (1836–1865),
- Theodor von Hörmann (1840–1895),
- August Schaeffer von Wienwald (1833–1916),
- Tina Blau (1845–1916).

Vertreter der ungarischen Landschaftsmalerei, die in Szolnok wirkten, waren unter anderem 

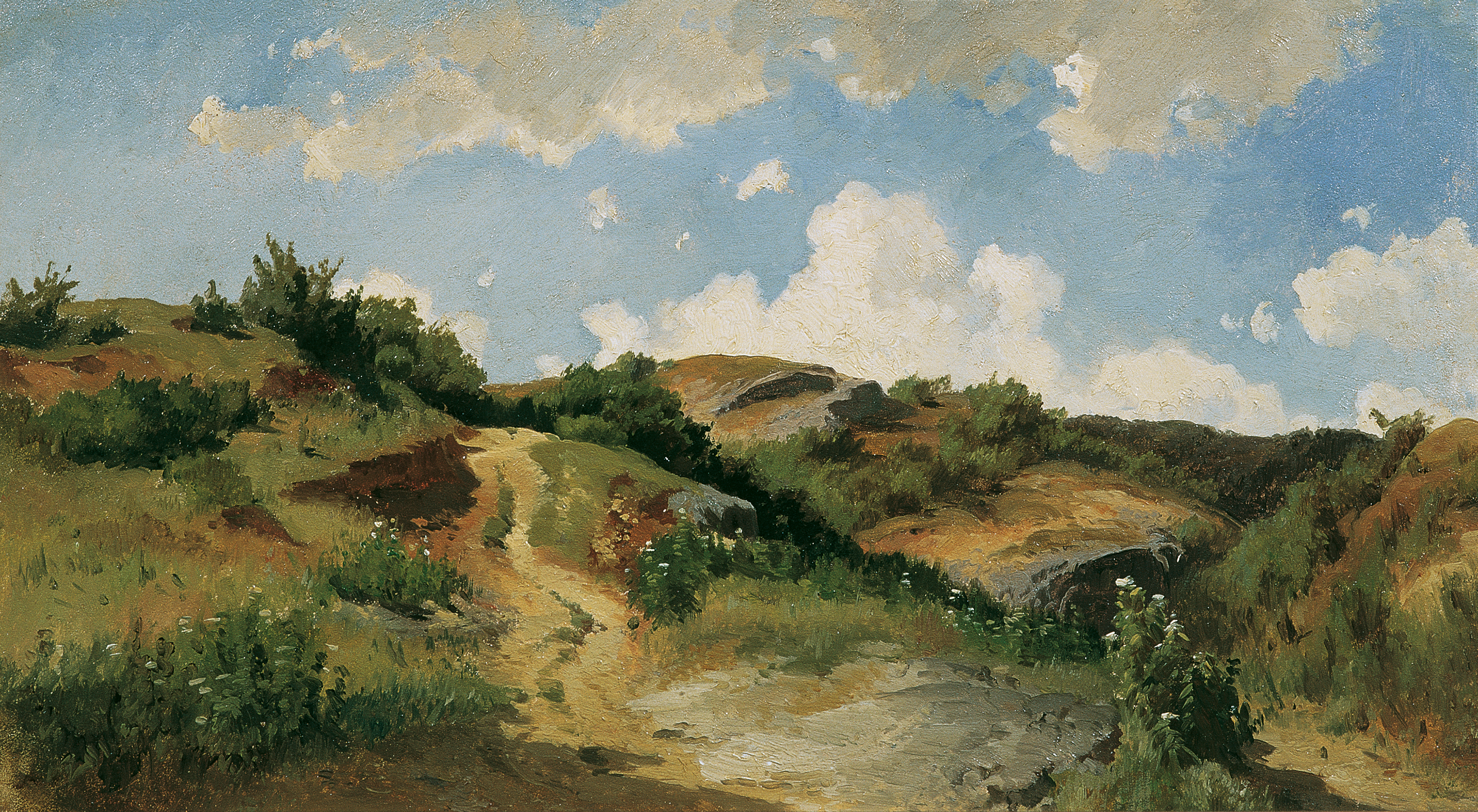
August Schaeffer von Wienwald: Ungarische Landschaft, um 1870. Österreichische Galerie Belvedere

- Pál (Paul) Böhm (1839–1905),
- Lajos Deák Ébner (1850–1934),
- Gyula Aggházy (1850–1919),
- László Mednyánszky (1852–1919),
- Sándor Bihari (1855–1906).